# Margaret Roper
Lady Margaret Roper, nata Margaret More (Londra, 1505 – Londra, 1544) è stata una scrittrice e traduttrice inglese.
Figlia maggiore di Tommaso Moro, Margaret Roper viene ricordata come una delle donne più colte ed erudite nell'Inghilterra del XVI secolo.

## Biografia
Margaret Roper nacque Margaret More nel quartiere londinese di Bucklersbury nel 1505, figlia di Tommaso Moro e Joanna "Jane" Colt e sorella maggiore di Elizabeth, Cecily e John More. Margaret diede prova già in tenera età di grande intelligenza e devozione e fu educata dal padre in tutte le discipline umanistiche, dato che Tommaso Moro sosteneva che le sue figlie avessero lo stesso diritto all'istruzione dei suoi figli maschi. Il legame tra Margaret e il padre fu particolarmente stretto: Moro si rivolgeva spesso a lei chiamandola "mia carissima Meg" ("My dearest Meg") e la donna lo visitava molto frequentemente durante la sua prigionia nella Torre di Londra. Durante queste visite, Margaret riusciva a portare lettere e oggetti dentro e fuori dalla cella del padre, aiutandolo inoltre nella stesura di alcuni documenti. Dopo la decapitazione del padre, Margaret corruppe la guardia incaricata di gettare la testa di Moro nel Tamigi affinché consegnasse la reliquia a lei, che se ne occupò per il resto della sua vita. Dopo il martirio di Tommaso Moro, Margaret si batté per riabilitare il nome del genitore e insieme al segretario John Harris ne ricostruì le lettere per dimostrare che il padre non fosse un traditore.
Come tutta la famiglia, Margaret rimase cattolica anche dopo l'Atto di Supremazia e si pensa che abbia riconvertito al cattolicesimo anche il luterano William Roper, suo marito dal 1521. William e Margaret Roper ebbero cinque figli: Elizabeth (1523-1560), Margaret (1526-1588), Thomas (1533-1598), Mary (morta nel 1572) ed Anthony (1544-1597). Mary seguì le orme materne diventando ella stessa una letterata e traduttrice. Margaret Roper, in fatti, si distinse grazie alla sua profonda conoscenza delle lingue classiche, che la portò a tradurre diverse opere dal latino e al greco, oltre a comporre poesie, orazioni e trattati in queste lingue. La Roper fu la prima donna senza sangue reale a pubblicare una traduzione, quella in lingua inglese della Precatio Dominica di Erasmo da Rotterdam nel 1523. Margaret compose inoltre delle poesie originali in inglese, latino e greco, orazioni sul modello di Quintiliano e un trattato originale, The Four Laste Thynges; tutte queste opere sono andate perdute, con l'eccezione della traduzione di Erasmo.
Margaret Roper morì trentanovenne a Londra nel 1544 e fu sepolta nella chiesa parrocchiale di Chelsea, forse con la testa del padre. Il marito William le sopravvisse di trentatré anni, ma non si risposò mai. Alla morte di William, le spoglie di Margaret furono riesumate e seppellite insieme a quelle del marito nella cappella della famiglia Roper nella chiesa di San Dunstan a Canterbury.

## Nella cultura di massa
Lord Alfred Tennyson usa Margaret Roper come modello di lealtà e devozione filiale nella poesia Dream of Fair Women, mentre la donna ricopre un ruolo di spicco anche nel dramma di Robert Bolt Un uomo per tutte le stagioni e dal film tratto da esso, dove fu interpretata da Susannah York. Lady Roper appare anche nelle serie TV I Tudors e Wolf Hall, dove fu interpretato rispettivamente dalle attrici Gemma Reeves ed Emma Hiddleston.